# Manuel Alfredo Tito de Morais
Manuel Alfredo Tito de Morais (ur. 28 czerwca 1910 w Lizbonie, zm. 14 grudnia 1999) – portugalski polityk i inżynier, działacz emigracyjny, przewodniczący Zgromadzenia Republiki (1983–1984).

## Życiorys
Ukończył studia z zakresu inżynierii elektronicznej na Uniwersytecie Gandawskim. Pracował w Portugalii w przedsiębiorstwach CPRM i General Electric. Działał w opozycji skierowanej przeciwko dyktaturze Antónia de Oliveiry Salazara. W 1945 należał do komitetu centralnego ruchu Movimento de Unidade Democrática. W 1952 z powodów politycznych wyjechał do Angoli. Później emigrował do Francji, mieszkał też m.in. w Brazylii i Szwajcarii. W 1964 w Genewie współtworzył organizację polityczną Acção Socialista Portuguesa, na bazie której w 1973 powstała Partia Socjalistyczna.
Po rewolucji goździków działał politycznie w Portugalii. W 1975 został posłem do konstytuanty, następnie był deputowanym I, II, III, IV i V kadencji. W latach 1977–1983 zajmował stanowisko wiceprzewodniczącego parlamentu, a od czerwca 1983 do października 1984 sprawował urząd przewodniczącego Zgromadzenia Republiki. W latach 1986–1988 pełnił honorową funkcję przewodniczącego Partii Socjalistycznej.

## Odznaczenia
- Krzyż Wielki Orderu Wolności (1985, Portugalia)[5]
- Krzyż Wielki Orderu Chrystusa (1985, Portugalia)[5]
- Krzyż Wielki Orderu Korony (1986, Belgia)[6]
- Krzyż Wielki Orderu Korony Dębowej (1986, Luksemburg)[6]
- Komandor Orderu Dannebroga (1986, Dania)[6]